# Сања Драгићевић Бабић
Сања Драгићевић Бабић (Чапљина, 1980) српска је телевизијска водитељка и новинарка.

## Биографија
Рођена је у Чапљини, а након рата сели се у Београд. Завршила је  факултет политичких наука, смер новинарство.
У слободно време пише поезију и прозу. Редовно посећује родну Херцеговину.
Удата је за Марка Бабића и има сина.

## Каријера
Од 2004. године ради на РТС-у,најпре као репортер.
Од 28. априла 2014 се појављује и у студију Јутарњег програма РТС-а као водитељ. Ова промена је врло добро запажена код гледалаца.
Извештавала је са терена за време земљотреса у Краљеву, барикада на простору КиМ и мајских поплава. Била је један од водитеља емисије Тако стоје ствари од 2016. до 2018. године, а по њеном гашењу се враћа у јутарњи програм РТС-а. У новембру 2020. постаје један од водитеља емисије Око магазин.